# Emerson Hyndman
Emerson Schellas Hyndman (ur. 9 kwietnia 1996 w Dallas) – amerykański piłkarz portugalskiego pochodzenia występujący na pozycji pomocnika, zawodnik amerykańskiego klubu Atlanta United FC (wypożyczony z A.F.C. Bournemouth) oraz w reprezentacji Stanów Zjednoczonych. 

## Życiorys

### Kariera klubowa
Wychowanek FC Dallas i Fulham F.C. Występował w klubach: Fulham F.C., Rangers F.C. i Hibernian F.C.
1 lipca 2016 podpisał kontrakt z angielskim klubem A.F.C. Bournemouth, umowa do 30 czerwca 2020; bez odstępnego. 9 lipca 2019 został wypożyczony do amerykańskiego klubu Atlanta United FC, umowa do 31 grudnia 2019.